# Наша пані темряви
«Наша пані темряви» (англ. Our Lady of Darkness) — роман у жанрі міського фентезі американського письменника Фріца Лайбера, виданий 1977 року. У романі виділяється три елементи: потужні автобіографічні елементи в розповіді, використання юнгівської психології, про яку йде розповідь, та детальний опис «Мегаполісоманії», вигаданої окультної науки. Спочатку був виданий у короткій формі під назвою «Проблема блідо-коричневого кольору» (журнал «Фентезі & Сайнс фікшн», лютий 1971 року).

## Сюжет
Події відбуваються в Сан-Франциско в 1970-х роках. Франц Вестен є письменником і редактором жанру жахів. Ще не зовсім оговтавшись від глибокої кризи через смерть молодої дружини, одного вечора, дивлячись у вікно квартири, він бачить на пагорбі перед своїм лицем зловісну фігуру. З цього момента у головного героя розпочинається справжній мегаполісоманський кошмар, пов'язаний зі старою книгою, яка відкриває таємницю існування «основних», жахливих і зрадницьких істот, для яких природним середовищем проживання є сучасний мегаполіс. Йому випадає ризикована можливість зустріти дух давно померлого божевільного мага Тібо де Кастрі та його супутницю Матір Темряви.
На початку 20 століття авантюрист де Кастрі прибуває в Сан-Франциско зі своєю таємничою привабливою супутницею.
Він використовує редакторську працю Лавкрафта і видає книгу «Мегалополісоманія». Стає улюбленцем місцевої богеми, серед якої Джек Лондон, Амброз Бірс, Джорж Стерлінг та започатковує терористичну організацію для боротьби з великими будівлями магічним способом. Його складна і чудернацька магія здається богемним послідовникам невинним шарлатанством і вони втрачають до нього інтерес. Де Кастрі озлоблюється і доживає життя в різних готелях на гроші від шантажу Бірса та Стерліга. Наприкінці життя ним зацікавлюється письменник Кларк Ештон Сміт, який робить щоденник його розповідей. Коли Сміт розриває зв'язки з де Кастрі, той викрадає щоденник і дописує в нього таємне прокляття, яке включає предмети і локації в місті, розраховані щоб вбити Сміта. Однак той ніколи більше не повертається в Сан-Франциско і помирає своєю смертю. 
Вестерн купує книгу і щоденник де Кастрі в букіністичному магазині та приносить у своє помешкання. Це активує умови описані в заклятті.

## Автобіографічний елемент
Як і головний герой Франц Вестен, Лайбер оговтується після смерті своєї дружини, яка сталася декількама роками раніше, й поринає в алкоголізм. Як і автор, Вестен є астрономом-аматором, який шукає способів знову стати частиною з оточуючим його життям й проживає за адресою (вул. Гірі, 811), де проживав Лайбер. Події роману розгортаються в реальних місцях у Сан-Франциско, включаючи Корона Гейтс та телевізійну вежу Сутро за нею. Наприкінці 2012 року шанувальники фентезі могли здійснити пішохідну екскурсію по місту, в якій включені всі основні місця роману. Деякі персонажі — це трішки змінені версії людей, які проживали в прибрежній смузі затоки в середині 1970-х років.

## Юнгіанські елементи
До елементів метафізики, про які розповідається в романі, відносяться часті посилання Лайбера на описані Юнгом Аніми (відкритого себе) та Тіні (прихового себе). За словами Брюса Біфілда, автора праці «Відьми розуму: критичне вивчення Фріца Лайбера» це елементи, які існували у творчості Лайбера майже з початку його кар'єри наприкінці 1930-х років. Головна відмінність «Матері темряви» полягає в тому, що, на відміну від більшості своїх попередніх робіт, посилання на ці фігури є явними, а не передбаченими, а часом підтримуються прямими цитатами.

## Назва
Mater Tenebrarum (англ. Our Lady of Darkness) — одна з трьох богинь долі (мойри/парки), богиня смерті (Атропа/Морта).
Персонаж взятий з ессе «Levana and Our Ladies of Sorrow» (Левана і матері смутку) збірки «Suspiria de Profundis» (Зітхання з глибини) англійського містика Томас де Квінсі.
Назва має посилання на історії з привидами Джеймса Монтегю Родса, а також на авторів фентезі / фантастики жахів, таких як Говард Лавкрафт. Ці натяки додають елемент метапрози до роману, що робить його майже таким же екзаменом та описом жаху й уяви.

## Відгуки
Річард А. Лупофф відзначив «Наша пані темряви» як «одну з найстрашніших, найоригінальніших і найнебезпечніших уявлень про фантастику, які я коли-небудь зустрічав».